# Shadows of the Sea

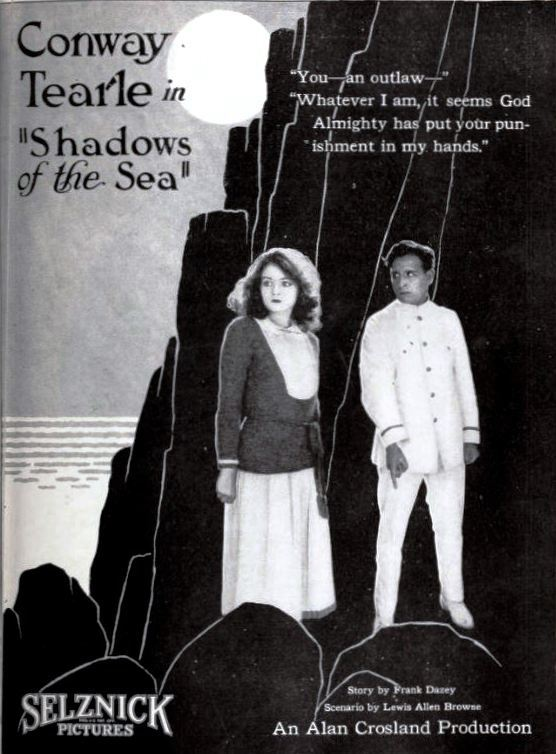
Annonce pour le film dans Exhibitors Herald.

Pour plus de détails, voir Fiche technique et Distribution.
Shadows of the Sea est un film muet américain réalisé par Alan Crosland et sorti en 1922.

## Fiche technique
- Réalisation : Alan Crosland
- Scénario : Frank Mitchell Dazey, Lewis Allen Browne
- Producteur : Lewis J. Selznick
- Photographie : Jacob A. Badaracco, Jules Cronjager
- Production : Selznick Pictures
- Distributeur : Select Pictures
- Durée : 55 minutes
- Date de sortie : 
  - États-Unis : 10 janvier 1922

## Distribution
- Conway Tearle : Captain Dick Carson
- Doris Kenyon : Dorothy Jordan
- Jack Drumier : Shivering Sam
- Crauford Kent : Andrews
- Arthur Housman : Ralph Dean
- J. Barney Sherry : Dr. Jordan
- Frankie Mann : Molly
- Harry J. Lane : 'Red'
- William Nally : Captain Hobbs

## Production
Le film a été tourné dans les studios de Fort Lee dans le New Jersey.